# Andrij Doneć
Andrij Anatolijowycz Doneć, ukr. Андрій Анатолійович Донець (ur. 3 stycznia 1981 w Wołoczyskach, w obwodzie chmielnickim) – ukraiński piłkarz, grający na pozycji obrońcy, trener piłkarski.

## Kariera piłkarska

### Kariera klubowa
Rozpoczął karierę piłkarską w miejscowej drużynie amatorskiej Zbrucz Wołoczyska, skąd trafił do Nywa-Tekstylnyka Dunajowce. W sezonie 1999/2000 bronił barw klubu Karpaty Lwów, w którym występował do 2004. Również występował w drugiej drużynie Karpat oraz farm klubie Hałyczyna-Karpaty Lwów. Od 2005 piłkarz Wołyni Łuck. Następnie przeszedł do UTA Arad. Sezon 2007/08 rozpoczął w Zakarpattia Użhorod, skąd w lipcu 2008 trafił do Tawrii Symferopol. W rundzie jesiennej sezonu 2009/10 został wypożyczony do swego byłego klubu Zakarpattia. W lipcu 2010 przedłużył na rok z możliwością kontynuacji swój kontrakt z Tawriją. Po wygaśnięciu kontraktu 23 czerwca 2011 podpisał 2-letni kontrakt z Czornomorcem Odessa. Po zakończeniu sezonu 2011/12 opuścił odeski klub, po czym w sierpniu 2012 został piłkarzem Bukowyny Czerniowce. Latem 2013 przeszedł do Nywy Tarnopol. Po dwóch sezonach zasilił skład Ahrobiznesu Wołoczyska, w barwach którego zakończył karierę piłkarską w roku 2017.

## Kariera trenerska
W styczniu 2016 rozpoczął pracę szkoleniową w Ahrobiznesie Wołoczyska. 16 czerwca 2019 zmienił stanowisko trenerskie na wiceprezesa klubu.